# WSK MR15
WSK MR15 – model polskiego motocykla WSK, produkowanego przez Wytwórnię Sprzętu Komunikacyjnego w Świdniku. 
Był przeznaczony do wyścigów terenowych. Jego nadwozie o unikalnym charakterze było zupełnie odmienne od seryjnych, drogowych motocykli WSK; rama była otwarta i spawana z dwóch symetrycznych połówek, co zapewniało łatwy dostęp do wszystkich zespołów motocykla, była także znacznie lżejsza od standardowej, zapewniała także wysoki prześwit. W motocyklu montowany był silnik S01-Z2S, wyposażony w czterobiegową skrzynkę biegów z odwróconą zmianą (tzn. pierwszy bieg wrzuca się w górę, a pozostałe w dół), zwiększonym stopniem sprężania i innymi, drobnymi zmianami. Niektóre egzemplarze były wyposażone w dekompresator w głowicy, sterowany poprzez cięgno Bowdena dodatkową dźwignią zainstalowaną na kierownicy, pod dźwignią sprzęgła. 
Według źródeł oficjalnych ("Naprawa motocykli WSK", Henryka Załęskiego) wyprodukowano jedynie kilkadziesiąt sztuk tego modelu. Numer podwozia rozpoczynał się od ciągu MR.15.010, po którym następował właściwy numer. Tym sposobem pierwszy wyprodukowany egzemplarz ma numer MR.15.01001. Znane są zachowane egzemplarze o numerach 01, 28, 33 i 55.